# Fagnano Castello
Fagnano Castello ist eine italienische Gemeinde mit 3343 Einwohnern (Stand 31. Dezember 2023) in der Provinz Cosenza in Kalabrien.
Das Gebiet der Gemeinde liegt auf einer Höhe von 516 m über dem Meeresspiegel und umfasst eine Fläche von 29 km². Fagnano Castello liegt etwa 59 km nordwestlich von Cosenza. Die Nachbargemeinden sind Acquappesa, Cetraro, Malvito, Mongrassano, San Marco Argentano und Santa Caterina Albanese.
Das Jahr der Gründung ist unbekannt.

## Namensbildung
Der Ursprung des Namens Fagnano Castello ist nicht vollständig geklärt und um die Namensbildung sind mehrere Thesen entstanden. Vincenzo Padula wird mit seinem Werk Protogea zugeschrieben, die These aufgestellt zu haben der Name käme aus dem Hebräischen. In dieser Interpretation bezieht sich der Name auf die Topologie, denn im Hebräischen bedeutet 'Hanna' Nebel, Wolke.
Der Romanist Gerhard Rohlfs war bekannt für seine lexikographischen Veröffentlichungen zu den süditalienischen Dialekten und zur Namenkunde Kalabriens und sah die Herkunft des Namens Fagnano Castello im lateinischen Ausdruck Fannianum Praedium (Besitz des Fannius).